# 가미후쿠다촌
가미후쿠다촌(上福田村)은 효고현 가토군에 있던 촌이다. 현재의 가토시 중심부의 북동일대에 해당한다.